# Schranz
Schranz je europski teški stil Hard techno glazbe vrlo sličan stilu hardcore techna. Uobičajen tempo glazbe je između 150–170 BPM-a koji također može biti sporiji. Schranz se temelji na opsežnim kick drumovima, energičnoj perkuziji i distorziranim, ponavljajućim sintesajzerskim bukama.

## Podrijetlo naziva
Pojam je nastao 1994. kada ga je frankfurtski DJ Chris Liebing opisao određeni oblik techna kada je tražio glazbena izdanja u sada zatvorenoj trgovini Boy Records. Kada je idući put posjetio trgovinu, vlasnik je imao izbor težih techno izdanja pohranjenih pod nazivom "Schranz". Liebing je 2002. izjavio: "Za mene je, od toga dana 1994., "Schranz" opis za razne mračne i distorzirane zvukove u technu".
Do danas, nagađanja preostaju o značenju riječi "Schranz" unutar techno scene. Mnogi vjeruju kako jednostavno oponaša zvuk krckave niske vjernosti (Lo-fi) perkuzijskih loopova. Na primjer, "schranzen" znači glasno i halapljivo jesti na njemačkom i nizozemskom uličnom govoru te se također može naći prezime kojeg se može naći pretežito u Austriji. Smislena nagađanja ukazuju na to kako je zamišljena kao spojenica dviju njemačkih imenica Schrei (vrisak) i Tanz (ples), odnosno, Schr-anz.

## Osobine
Izvorni zvuk Schranza je težak, brzina tempa (oko 150 BPM-a) stila vuće nadahnuće iz hardcore techna, no s reduciranim melodičnim elementima (često su samo samostalni synth ubodi ili ozračni zamasi) i naglascima na perkuziji. Zaštitni znak stila su vrlo kompresirani i filtrirani loopovi spojeni s kick drumovima, snareovima i hihatovima iz sintesajzera Roland 909. Glavni primjeri zaštitnog znaka su serije izdanja Chrisa Liebinga The Real Schranz 1-3 i Stigmata.

## Sadašnji trendovi
Schranz je 1998. započeo jednostavno kao podvrsta hard techna, dok se 2002. razvio u spoj podvrsta hard i minimal techna. U začetcima (1999. – 2001.) su schranz vidljivo zastupali DJ Amok, DJ Rush i Carl Cox. Kao što je populariziran, suvremeni izvođači schranza uključujući Chrisa Liebinga, Adama Beyera, Gaetana Parisija, Marca Carola i Dustina Zahna postali su najpoznatiji producenti. Najviše su poznati po zadržavanju schranza između 130-140 BPM-a.

## Vanjske poveznice
- Techn0.eu  Arhivirana inačica izvorne stranice od 15. svibnja 2019. (Wayback Machine) - Techno web stranica posvećena zajednici elektroničke glazbe koja uključujuje DJ-eve, producente, izvođače, promicatelje, organizacije i obožavatelje.
- Bluezone Corporation  Arhivirana inačica izvorne stranice od 17. ožujka 2012. (Wayback Machine) - Hard Techno i schranz audio sampleovi.
- Global Hardtechno  Arhivirana inačica izvorne stranice od 17. svibnja 2014. (Wayback Machine) Međunarodna Hardtechno i Schranz zajednica
- Hardtechno.lt  Arhivirana inačica izvorne stranice od 23. lipnja 2012. (Wayback Machine)
- USB - The Hardtechno Family  Arhivirana inačica izvorne stranice od 1. siječnja 2011. (Wayback Machine)
- TECHNOMOSHPIT - Hard-Techno, schranz, i industrial hardcore izdavačka kuća  Arhivirana inačica izvorne stranice od 1. veljače 2011. (Wayback Machine)
- UpFront Movement - the largest label in Russia and CIS  Arhivirana inačica izvorne stranice od 4. srpnja 2013. (Wayback Machine) (rus.)